# Phiên tòa chuột túi
Phiên toà kangaroo (có nghĩa tòa án trá hình hoặc phiên tòa chuột túi) là từ tiếng Anh để chỉ một tòa án hay hội đồng tư pháp mà ngang nhiên xem thường các tiêu chuẩn được thừa nhận của luật pháp hay công lý. Merriam-Webster định nghĩa nó như một "phiên tòa giả hiệu, trong đó các nguyên tắc của pháp luật và công lý bị bỏ qua, coi thường hoặc áp dụng sai lạc". Thuật ngữ này cũng có thể áp dụng cho một tòa án được tổ chức bởi một cơ quan tư pháp hợp pháp cố ý xem thường nghĩa vụ pháp lý hay đạo đức của tòa án.
Một tòa án kangaroo thường được tổ chức để làm cho một vụ án có vẻ ngay thẳng và công bằng, mặc dù bản án trong thực tế đã được quyết định trước khi phiên tòa đã bắt đầu.